# Jim Fuchs
Jim Fuchs (eigentlich James Emanuel Fuchs) (* 6. Dezember 1927 in Chicago; † 8. Oktober 2010 in Manhattan) war ein US-amerikanischer Kugelstoßer, der zwischen 1948 und 1952 erfolgreich war. Er stieß vier Weltrekorde, gewann zwei olympische Bronzemedaillen und blieb in 88 Wettkämpfen hintereinander ungeschlagen. Er startete für die Yale University.

## Erfolge
- International
Olympische Spiele 1948 in London: Bronze mit 16,42 m hinter seinen Landsleuten Wilbur Thompson mit 17,12 m und Jim Delaney mit 16,68 m
Panamerikanische Spiele 1951 in Buenos Aires: Gold
Olympische Spiele 1952 in Helsinki: Bronze mit 17,06 m hinter seinen Landsleuten Parry O’Brien  mit 17,41 m und Darrow Hooper mit 17,39 m

- Nationale Titel
1949: IC4A- und NCAA-Champion; AAU-Champion Freiluft
1950: IC4A-, NCAA-Champion; AAU-Champion Freiluft und Halle
1951: AAU-Champion Halle
1952: AAU-Champion Halle

- Weltrekorde
58’ 4 ½ ‘’ (= 17,79 m) im Juni 1949 in Oslo (Verbesserung der bisherigen Bestmarke seines farbigen Landsmannes Charles Fonville um 11 cm)
58’ 5 ½’’ (= 17,82 m) am 29. April 1950 in Oslo
58’ 8 ¾’’ (= 17,90 m) am 20. August 1950 in Visby
58’ 10 ¾’’ (= 17,95 m) am 22. August 1950 in Eskilstuna (Dieser Rekord wurde drei Jahre später von Parry O’Brien auf genau 18,00 m verbessert.)